# Hemstedt
Hemstedt este o comună din landul Saxonia-Anhalt, Germania.